# Papà ha ragione

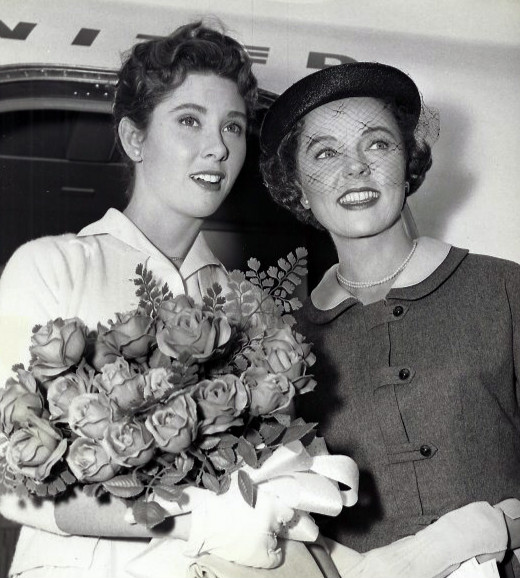
Elinor Donahue e Jane Wyatt.

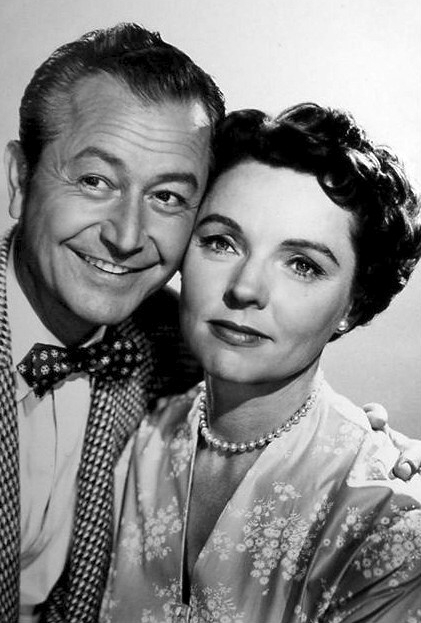
Robert Young e Jane Wyatt.

Papà ha ragione (Father Knows Best) è una serie televisiva statunitense in 203 episodi trasmessi per la prima volta nel corso di 6 stagioni dal 1954 al 1960.
È una sitcom familiare classica incentrata sulle vicende degli Anderson, una famiglia della classe media nel Midwest statunitense. Cominciò alla radio, dove fu trasmessa dal 1949 al 1954.
Papà ha ragione è considerata uno spin off della serie antologica The Ford Television Theatre: nell'episodio Keep It in the Family compare Robert Young nel ruolo di Tim Warren sposato con Grace e con i figli Peggy, Patty e Jeff. Tutti personaggi molto simili a quelli di Papà ha ragione.
Gli Anderson rappresentavano la famiglia idealizzata degli anni cinquanta, quella con cui gli spettatori potevano relazionarsi o emulare. La serie diventò così radicata nella cultura pop americana, con la sua rappresentazione idilliaca della vita familiare, che nel 1959 il Dipartimento del Tesoro commissionò uno speciale di 30 minuti chiamato 24 Hours in Tyrant Land, in cui si immagina la famiglia Anderson che per un giorno vive sotto una dittatura. Lo scopo educativo dell'episodio era quello di lasciar intendere la positività della democrazia e, più in generale, della società americana nel periodo della guerra fredda. Questo episodio speciale non fu mai trasmesso in televisione e venne invece distribuito nelle scuole, nelle chiese e nei gruppi civici. L'episodio è stato poi incluso nel DVD della prima stagione.
Nel 1977, 17 anni dopo la fine della serie, furono prodotti due film per la televisione andati in onda sulla NBC: Father Knows Best Reunion, trasmesso in 15 maggio 1977, e Father Knows Best: Home For Christmas, trasmesso il 18 dicembre 1977.

## Trama

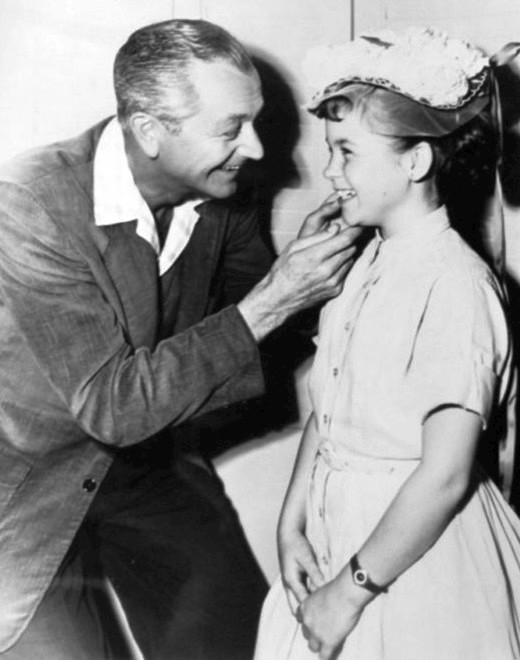
Robert Young e Lauren Chapin.

Jim Anderson è un agente assicurativo che lavora per la General Insurance Company a Springfield ed è sposato con Margaret, una casalinga. I due hanno tre figli: la diciassettenne Betty, il quattordicenne Bud e Kathy, di nove anni. Jim è un padre premuroso che offre saggi consigli ai figli ogni volta che questi hanno un problema, mentre Margaret rappresenta la "voce della ragione".

## Personaggi e interpreti

### Personaggi principali
- Jim Anderson (197 episodi, 1954-1960), interpretato da Robert Young.
- Margaret Anderson (196 episodi, 1954-1960), interpretata da Jane Wyatt.
- Bud (196 episodi, 1954-1960), interpretato da Billy Gray.
- Kathy (196 episodi, 1954-1960), interpretata da Lauren Chapin.
- Betty (192 episodi, 1954-1960), interpretata da Elinor Donahue.

### Personaggi secondari
- Kippy (20 episodi, 1956-1959), interpretato da Paul Wallace.
- Claude (18 episodi, 1955-1959), interpretato da Jimmy Bates.
- Miss Thomas (17 episodi, 1954-1960), interpretato da Sarah Selby.
- Dotty (12 episodi, 1956-1959), interpretata da Yvonne Fedderson.
- Myrtle Davis (11 episodi, 1954-1959), interpretato da Vivi Janiss.
- Ralph (6 episodi, 1958), interpretato da Robert Chapman.
- Ed Davis (5 episodi, 1954-1957), interpretato da Robert Foulk.
- Fronk (5 episodi, 1957-1960), interpretato da Natividad Vacío.
- Mr. Armstead (5 episodi, 1956-1959), interpretato da Sam Flint.
- Joyce (4 episodi, 1959), interpretato da Roberta Shore.
- Freddy (4 episodi, 1958-1959), interpretato da Bart Patton.
- Patty (3 episodi, 1956-1960), interpretata da Reba Waters.
- Joe Phillips (3 episodi, 1955), interpretato da Peter Heisser.
- Grace (3 episodi, 1958-1960), interpretata da Beverly Long.
- Burgess (3 episodi, 1955-1958), interpretato da Richard Eyer.
- Ray (3 episodi, 1958), interpretato da Henry Blair.
- Patty Davis (3 episodi, 1954-1956), interpretata da Tina Thompson.
- Reverendo Swain (3 episodi, 1955-1957), interpretato da Robert Lynn.
- Mrs. Tyler (3 episodi, 1956-1959), interpretata da Barbara Woodell.
- Freddie (3 episodi, 1954-1958), interpretato da Leon Tyler.

### Guest star
Tra le guest star: Ray Milland, Barbara Eden, Marion Ross, Donald Curtis, Tamar Cooper, Fintan Meyler, Sandra Harrison, Sir Lancelot, Burt Mustin, John Philip Dayton, Dick Wessel, Robert Paget.

## Produzione
La serie, ideata da Ed James, fu prodotta da Rodney-Young Productions e Screen Gems Television e girata negli studios della Warner Brothers a Burbank in California. Le musiche furono composte da Irving Friedman e Joseph Weiss.

### Registi
Tra i registi sono accreditati:
- Peter Tewksbury in 131 episodi (1954-1960)
- William D. Russell in 61 episodi (1954-1960)

### Sceneggiatori
Tra gli sceneggiatori sono accreditati:
- Ed James in 193 episodi (1954-1960)
- Roswell Rogers in 107 episodi (1954-1960)
- Paul West in 59 episodi (1954-1960)
- Dorothy Cooper in 31 episodi (1954-1960)
- John Elliotte in 12 episodi (1957-1960)
- Herman Epstein in 10 episodi (1955-1956)
- Kay Lenard in 3 episodi (1956)
- Sumner Arthur Long in 2 episodi (1954-1955)
- Carl Herzinger in 2 episodi (1956-1960)
- Ben Gershman in 2 episodi (1956-1958)
- Andy White in 2 episodi (1957-1958)

## Distribuzione
La serie fu trasmessa negli Stati Uniti dal 3 ottobre 1954 al 23 maggio 1960 sulla rete televisiva CBS. In Italia è stata trasmessa con il titolo Papà ha ragione.
Alcune delle uscite internazionali sono state:
- negli Stati Uniti il 3 ottobre 1954 (Father Knows Best; anche I Told You So)
- in Francia il 23 ottobre 1960
- in Germania Ovest il 6 aprile 1963 (Vater ist der Beste)
- in Finlandia (Isä tietää kaiken)
- in Svezia (Pappa vet bäst)
- in Italia (Papà ha ragione)

## Episodi
| Stagione         | Episodi | Prima TV USA |
| ---------------- | ------- | ------------ |
| Prima stagione   | 23      | 1954-1955    |
| Seconda stagione | 37      | 1955-1956    |
| Terza stagione   | 36      | 1956-1957    |
| Quarta stagione  | 48      | 1957-1958    |
| Quinta stagione  | 37      | 1958-1959    |
| Sesta stagione   | 27      | 1959-1960    |